# فلورانس مریام بیلی
فلورنس آگوستا مریام بیلی (انگلیسی: Florence Merriam Bailey; ۸ اوت ۱۸۶۳ – ۲۲ سپتامبر ۱۹۴۸) پرنده‌شناس، پرنده‌نگر و طبیعت‌نویس آمریکایی بود. او بین سال‌های ۱۸۹۰ تا ۱۹۳۹ مجموعه‌ای از راهنماهای میدانی دربارهٔ پرندگان آمریکای شمالی منتشر کرد. این راهنماها غالباً با در نظر گرفتن پرنده‌نگران آماتور نوشته شده بودند و به محبوبیت جنبش پرنده‌نگری انجامیدند.
با وجود آموزش رسمی اندک در دوران کودکی، مریام علاقه خود به علوم طبیعی را از طریق کاوش‌هایش در کوه‌های آدیرونداک، که در نزدیکی محل رشد او قرار داشت، و همچنین تأثیر علایق علمی اعضای خانواده‌اش، از جمله برادر بزرگ‌ترش کلینتون هارت مریام، پرورش داد. نویسندگی طبیعت‌گرا و فعالیت‌های او از سال ۱۸۸۲ در کالج اسمیت، جایی که به عنوان دانشجوی ویژه ثبت‌نام کرده بود، آغاز شد. او بعداً در سن ۵۸ سالگی، به دلیل فعالیت‌های بعدی خود در زمینه نگارش و محیط زیست، مدرک دانشگاهی دریافت کرد. در دوران تحصیل، او و فانی هاردی اکستروم شاخه‌ای از آدبان را برای آموزش همکلاسی‌های خود در زمینه پرنده‌شناسی و جلوگیری از استفاده از پرهای پرندگان در کلاه‌ها تأسیس کردند. زمانی که مریام در سال ۱۸۸۶ از اسمیت فارغ‌التحصیل شد، یک‌سوم دانشجویان عضو این انجمن بودند.
در سال ۱۸۹۰، مریام مجموعه‌ای از مقالات دربارهٔ پرندگان که در مجله آدبان منتشر کرده بود، به صورت کتابی با عنوان Birds Through a Looking-Glass گردآوری کرد. برخلاف دیگر آثار پرنده‌شناسی آن زمان که بر مطالعه پرندگان به دام افتاده در محیط‌های بسته تمرکز داشتند، نوشته‌های مریام به مطالعه طبیعی و میدانی پرندگان زنده در محیط طبیعی خودشان تأکید داشت. آثار بعدی او مانند Birds of Village and Field از لحاظ فنی پیچیده‌تر از نوشته‌های اولیه‌اش بودند، اما همچنان تمرکز خود را بر بوم‌شناسی حفظ کردند. در سال ۱۸۹۹، مریام با ورنون اورلاندو بیلی، یکی از اعضای خدمات ماهی و حیات وحش ایالات متحده ازدواج کرد. او بین سال‌های ۱۹۰۲ تا ۱۹۱۹، بیش از ۵۰ مقاله در نشریاتی مانند The Condor بر اساس مشاهداتش منتشر کرد. شاهکار او Birds of New Mexico بود که به درخواست اداره بررسی زیستی ایالات متحده و پس از درگذشت ولز کوک تکمیل شد. در ابتدا، او و کوک به عنوان هم‌نویسندگان معرفی شده بودند، اما مریام موفق شد نام خود را به عنوان تنها نویسنده ثبت کند، زیرا سهم عمده‌ای در نگارش کتاب داشت.
مریام و همسرش در واشینگتن، دی.سی. زندگی می‌کردند، جایی که او کلاس‌های پرنده‌نگری را در پارک ملی جانورشناسی اسمیتسونین تدریس می‌کرد. او نخستین زنی بود که به عنوان عضو انجمن پرنده‌شناسی آمریکا انتخاب شد و همچنین مدال بروستر را دریافت کرد. پس از درگذشت همسرش در سال ۱۹۴۲، مریام تا زمان مرگش در سن ۸۵ سالگی عمدتاً از زندگی عمومی کناره‌گیری کرد. گونه فرعی Parus gambeli baileyae از چرخ‌ریسوی کوهی به افتخار او نام‌گذاری شده است.

## اوایل زندگی و تحصیلات

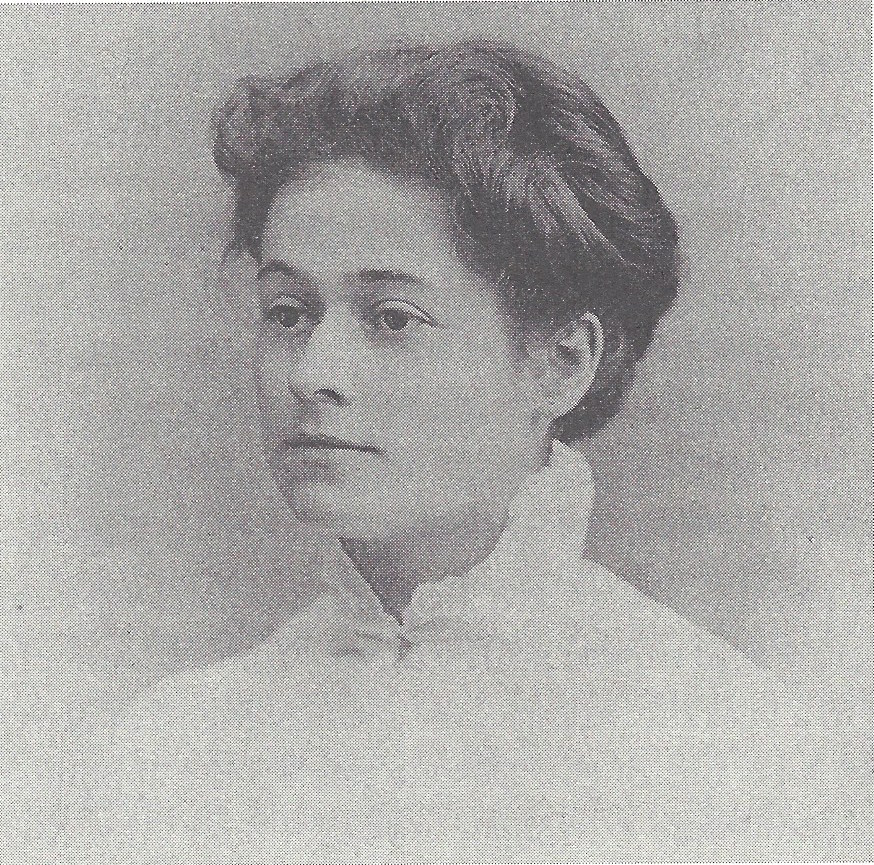
عکس سالنامه بیلی در سال ۱۸۸۶ از دوران تحصیلش در کالج اسمیت.

فلورنس آگوستا مریام در ۸ اوت ۱۸۶۳ در لوکاست گروو، نیویورک به دنیا آمد. او کوچک‌ترین فرزند از چهار فرزند کلینتون لوی و کارولین (با نام خانوادگی هارت) مریام بود. پدرش پیش‌تر در یوتیکا، نیویورک و نیویورک به عنوان بازرگان و بانکدار فعالیت می‌کرد و اندکی پیش از تولد فلورنس در لوکاست گروو اقامت گزید. بین سال‌های ۱۸۷۱ تا ۱۸۷۵، کلینتون مریام نماینده کنگره ایالات متحده آمریکا از شهرستان لویس، نیویورک به عنوان عضو حزب جمهوری‌خواه (ایالات متحده آمریکا) بود. از سوی دیگر، کارولین مریام فارغ‌التحصیل کالج زنانه راتگرز و دختر لوی هارت، قاضی دادگاه شهرستان و عضو مجلس ایالتی نیویورک از کالینزویل بود.
اعضای خانواده مریام علاقه زیادی به علوم طبیعی داشتند. کارولین در دوران تحصیل خود در راتگرز به اخترشناسی علاقه‌مند شد و این علاقه را با همسر و فرزندانش در میان گذاشت؛ او به آن‌ها اجازه می‌داد تا با تلسکوپ به صورت‌های فلکی و کسوف‌ها نگاه کنند. مریام عمه پدری خود، هلن بگ، را «گیاه‌شناس خانواده» نامیده بود. پدرش نیز در سال ۱۸۷۰، پس از سفری به کالیفرنیا از طریق اولین راه‌آهن بین‌قاره‌ای، به طبیعت علاقه‌مند شد. کلینتون مریام همچنین دربارهٔ دوره یخچالی و ارتباط آن با سفرهایش به دره یوسیمیتی تحقیق می‌کرد و مکاتبات طولانی با جان مویر در این زمینه داشت.
املاک خانوادگی مریام، با نام «هوموود»، در نزدیکی کوه‌های آدیرونداک قرار داشت و فرصت‌های بسیاری برای کاوش در حیات وحش محلی فراهم می‌کرد. مریام به همراه پدر و برادر بزرگ‌ترش در اطراف این املاک قدم می‌زد و با گونه‌های مختلف منطقه آشنا می‌شد. علاقه اصلی او پرندگان بودند و او عادات، آوازها و گونه‌های مختلف آن‌ها را از طریق مشاهده از پنجره اتاق ناهارخوری خود یادمی‌گرفت. در ۹ سالگی، او پدر و برادرش را در یک اردوی کمپینگ در فلوریدا همراهی کرد. کلینتون هارت مریام، که در بزرگسالی به «سی. هارت» معروف شد، در نوجوانی به مطالعه پرندگان و تاکسیدرمی آن‌ها علاقه‌مند بود. پدرشان نیز در دوران حضور در کنگره، ارتباطاتی در دنیای تاریخ طبیعی داشت و دیداری بین سی. هارت و اسپنسر فولرتن بیرد، معاون مؤسسه اسمیتسونین، ترتیب داد تا او را به عنوان پرنده‌شناس در یک اعزام علمی یلوستون در سال ۱۸۷۲ استخدام کند.